# Mr. Kaplan
Mr. Kaplan es una película uruguaya de 2014 escrita y dirigida por Álvaro Brechner, y basada en el libro El salmo de Kaplan, del novelista colombiano Marco Schwartz.Es una comedia dramática de suspenso protagonizada por Héctor Noguera, Néstor Guzzini, Rolf Becker, Nidia Telles, Nuria Fló, Leonor Svarcas, Gustavo Saffores, Hugo Piccinini, César Jourdan, Jorge Bolani y Augusto Mazzarelli.

## Sinopsis
Tras la Segunda Guerra Mundial, el viejo Jacobo Kaplan huye a Sudamérica. Descontento con su nuevo rabino, su comunidad, su familia y su vida, y temiendo morir y no ser recordado, con casi ochenta años decide, con la ayuda de un policía retirado, dar un vuelco a su vida. Emprende entonces una aventura singular: capturar a un viejo alemán, dueño de un restaurante, porque está convencido de que es un antiguo oficial nazi. Su objetivo es llevarlo a Israel, y así contribuir a recuperar el orgullo y la dignidad de la comunidad judía.

## Reparto
| Intérprte          | Personaje               |
| ------------------ | ----------------------- |
| Héctor Noguera     | Jacobo Kaplan           |
| Néstor Guzzini     | Wilson Contreras        |
| Rolf Becker        | Julius Reich, el alemán |
| Nidia Telles       | Rebeca Kaplan           |
| Nuria Fló          | Lottie                  |
| Leonor Svarcas     | Estrella                |
| Gustavo Saffores   | Isaac Kaplan            |
| Hugo Piccinini     | Elías                   |
| César Jourdan      | Carlos                  |
| Jorge Bolani       | Kilgman                 |
| Augusto Mazzarelli | Weinstein               |
| Adela Dubrá        | Sheila                  |
| Roberto Suárez     | Ernesto                 |
| Anouk Ogueta       | Mimi Weinstein          |
| Gabriel Kaplan     | Lejman                  |

## Premios

### Nominaciones
- Premios Goya (2014): mejor película iberoamericana[4]
- Premios Platino (2015): mejor película iberoamericana
- Premios Platino (2015): mejor director
- Premios Platino (2015): mejor guion
- Premios Platino (2015): mejor fotografía
- Premios Platino (2015): mejor sonido
- Premios Platino (2015): mejor dirección de arte
- Premios Platino (2015): mejor montaje
- Premio Ariel (2015): mejor película iberoamericana
- Ganadora premio de la crítica uruguaya: mejor película 2015